# Demolition 23
I Demolition 23 furono una punk rock band formata in Finlandia nel 1993. La band passò inosservata se non per il fatto che fu fondata dal celebre ex frontman degli Hanoi Rocks Michael Monroe e l'ex bassista Sami Yaffa. La formazione comprendeva inizialmente anche l'ex chitarrista degli Star Star Jay Hening, poi sostituito dall'ex Hanoi Rocks Nasty Suicide. Pubblicarono solo un album sulla scia del punk rock. A causa delle nuove correnti musicali capeggiate dal grunge, il quartetto composto da ex membri degli Hanoi Rocks non riuscì ad ottenere un rilevante successo commerciale e si sciolse nel 1995.

## Storia
Inizialmente formati come una cover live band, i Demolition 23 nacquero nel 1993 composti dai due ex membri degli Hanoi Rocks Michael Monroe (voce) e Sam Yaffa (basso) reduci dal progetto Jerusalem Slim. La formazione venne completata con l'aggiunta del chitarrista degli Star Star Jay Henning, e del batterista newyorkese Jimmy Clark (ex Messano). Il gruppo cominciò a suonare frequentemente attorno all'area di New York.
Gli show prevedevano spesso ospiti d'eccezione come Sebastian Bach degli Skid Row e Kory Clarke dei Warrior Soul.
L'anno successivo, dopo aver trovato un accordo con l'etichetta britannica Music for Nations, pubblicarono il debut omonimo Demolition 23 che venne prodotto da Steven Van Zandt (Little Steven), vecchio amico di Monroe, che aveva già collaborato al suo progetto solita e che collaborò anche in questo caso al songwriting. Da questo venne estratto il brano "Nothin's Alright" trasmesso su MTV. Il disco conteneva inoltre alcune cover di gruppi punk rock come Dead Boys, UK Subs e Johnny Thunders.
Hening venne però costretto ad abbandonare la band nello stesso anno a causa di un incidente automobilistico, e venne ricoverato in ospedale. Dopo il suo ricovero, gli venne negato l'accesso in Gran Bretagna per alcuni concerti in occasione del loro tour europeo, ed il gruppo reclutò subito l'altro ex Hanoi Rocks Nasty Suicide a sostituzione di Hening. Suicide aveva appena sciolto la sua band precedente chiamata Cheap and Nasty. Alla fine Suicide rimase permanentemente nei Demolition 23.
Il 14 febbraio 1995 l'ex chitarrista degli Hanoi Rocks Andy McCoy suonò come ospite a tre brani con i Demolition 23 al Tavastia Club, di Helsinki, Finlandia.
Nel marzo 1995 Nasty Suicide annunciò l'abbandono della band e Monroe decise di sciogliere il gruppo.
Jay Henning si suicidò nel 1997. Monroe continuò la carriera solista, e più tardi riformò gli Hanoi Rocks. Sam Yaffa entrò nei riformati New York Dolls nel 2006.

## Lineup

### Ultima
- Michael Monroe - Voce (1993-95)
- Nasty Suicide - Chitarra (1994-95)
- Sami Yaffa - Basso (1993-95)
- Jimmy Clark - Batteria (1993-95)

### Ex componenti
- Jay Hening - Chitarra (1993-94) (R.I.P.)

## Discografia
- 1994 - Demolition 23